# Église de l'Exaltation-de-la-Sainte-Croix de Puydarrieux
L'église de l'Exaltation-de-la-Sainte-Croix de Puydarrieux est une église catholique située à Puydarrieux, dans le département des Hautes-Pyrénées en France.

## Historique
Selon le cadastre napoléonien de 1826, il existait déjà une église au même emplacement. L'église a bénéficié de plusieurs travaux de 1835 à 1887.
La chapelle sud (dédiée à la Vierge Marie) a été ajoutée vers 1850.
L'église que l'on peut voir au début du XXIe siècle date de 1850 d'après la date inscrite au sommet du portail d'entrée.
Un certificat de paiement du 20 février 1851 confirme les travaux effectués (toiture, plancher de la nef et des chapelles, construction d'un abri, etc.).
Les travaux de décoration intérieure datent de 1852. Les peintures ont été réalisées par les frères Pedoya (artistes d'origine italienne).
Le 5 juin 1852, l'architecte Artigalas adresse un rapport au préfet de Tarbes reconnaissant la qualité des travaux réalisés sur le chœur, le maître-autel, les chapelles, les dorures, etc.
Les travaux de crépissage des murs ont été réalisés après 1855, un devis indique 5 mètres de hauteur sur 45 mètres de longueur à crépir.
Un orgue symphonista guichené a été acheté et installé en 1858.
La construction de la tour-clocher actuelle commence en 1885 et se termine en 1889, les travaux sont réalisés par l'entreprise Barthet de Fontrailles. Le montant des travaux s'élève à 14 473,32 francs.
En 1887, le conseil municipal décide de la construction d'un clocher en ardoise octogonal dont le coût s'élève à 1707,70 francs.
La tour-clocher d'origine était plus petite, elle a été démolie pour permettre la construction du nouveau (les cloches ont donc été descendues, puis remontées pour la nouvelle tour-clocher).

## Fête
Une église dédiée à l'Exaltation de la Sainte-Croix est rare en France, c'est la seule du diocèse de Tarbes et Lourdes. À l'occasion de la fête du village, une messe est célébrée le week-end le plus près du 14 septembre, jour de la fête de l'Exaltation de la Sainte-Croix.

### Intérieur

#### Nef
Sur les peintures de la voûte de la nef sont représentés en médaillons les portraits des 12 apôtres.
La présence de deux tribunes est assez rare pour une église rurale.

##### Les lustres
Un grand lustre est placé devant le chœur.
Les lampes ont remplacé les bougies.
Sur chaque pièce en verre sont inscrits :
- Le monogramme marial composé des lettres A et M entrelacées, initiales de l’Ave Maria.
- Le monogramme trilitère du nom grec de Jésus "IHS".

##### Chapelle de laVierge Marie
L'autel et le tabernacle sont en marbre gris et blanc.
Sur la façade de l'autel est représenté le monogramme marial composé des lettres A et M entrelacées, initiales de l’Ave Maria.
Au centre du retable est placée une statue de la Vierge à l'Enfant avec à ses côtés ses parents, à gauche sainte Anne lisant des psaumes avec sa fille Marie, et à droite, saint Joachim tenant l'enfant Marie.
Le vitrail a été réalisé par l'atelier R. G. Letienne de Tarbes en 1958.
Dans la chapelle se trouve un confessionnal et un ancien piano.

##### Chapelle duSacré-Cœur de Jésus
L'autel et le tabernacle sont en bois et peints à l'imitation du marbre.
Sur la façade de l'autel sont inscrits les initiales S et C du Sacré-Cœur.
Dans la chapelle se trouve un tableau du Sacré-Cœur de Jésus.

#### Chœur

##### Peintures de la voûte du chœur
Sur la voûte est représenté Jésus-Christ tenant la croix de la crucifixion, au-dessus est représenté l'Esprit-Saint sous la forme d'une colombe.
Dans les médaillons sont représentés les quatre Évangélistes (de gauche à droite), saint Matthieu, saint Luc, saint Marc et saint Jean l'évangéliste. Au  centre est placé le triangle de la Trinité.

##### Les maîtres-autels
L'ancien maître-autel et tabernacle
Il était utilisé avant le concile Vatican II, lorsque le prêtre célébrait la messe dos aux fidèles.
Le maître-autel et le tabernacle sont en marbre blanc et gris rose.
Sur la façade du maître autel est représenté un visage d'ange.
De chaque côté du tabernacle est placé un ange en adoration.
Le nouveau maître-autel
Le nouveau est en bois, il est recouvert d'un voile.
Il a été mis en place après le concile Vatican II, ainsi le prêtre célèbre la messe face aux fidèles.
Derrière l'ancien maître-autel sont placés :
- Un lutrin (des anciens missels romains sont rangés dans le meuble)
- Un ancien corbillard.

## Galerie

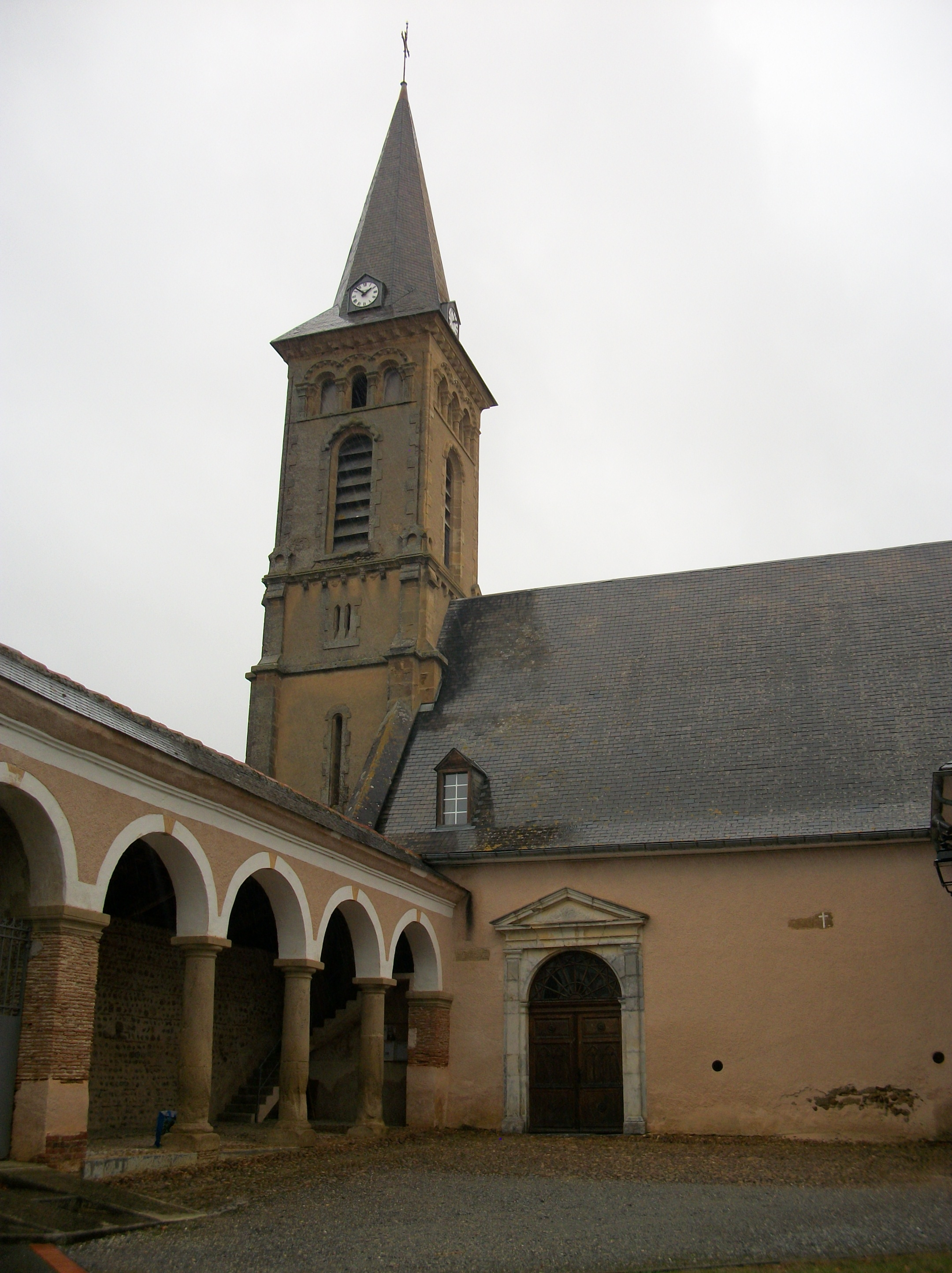
Sur la droite l'abri, au centre, le portail d'entrée et la tour-clocher
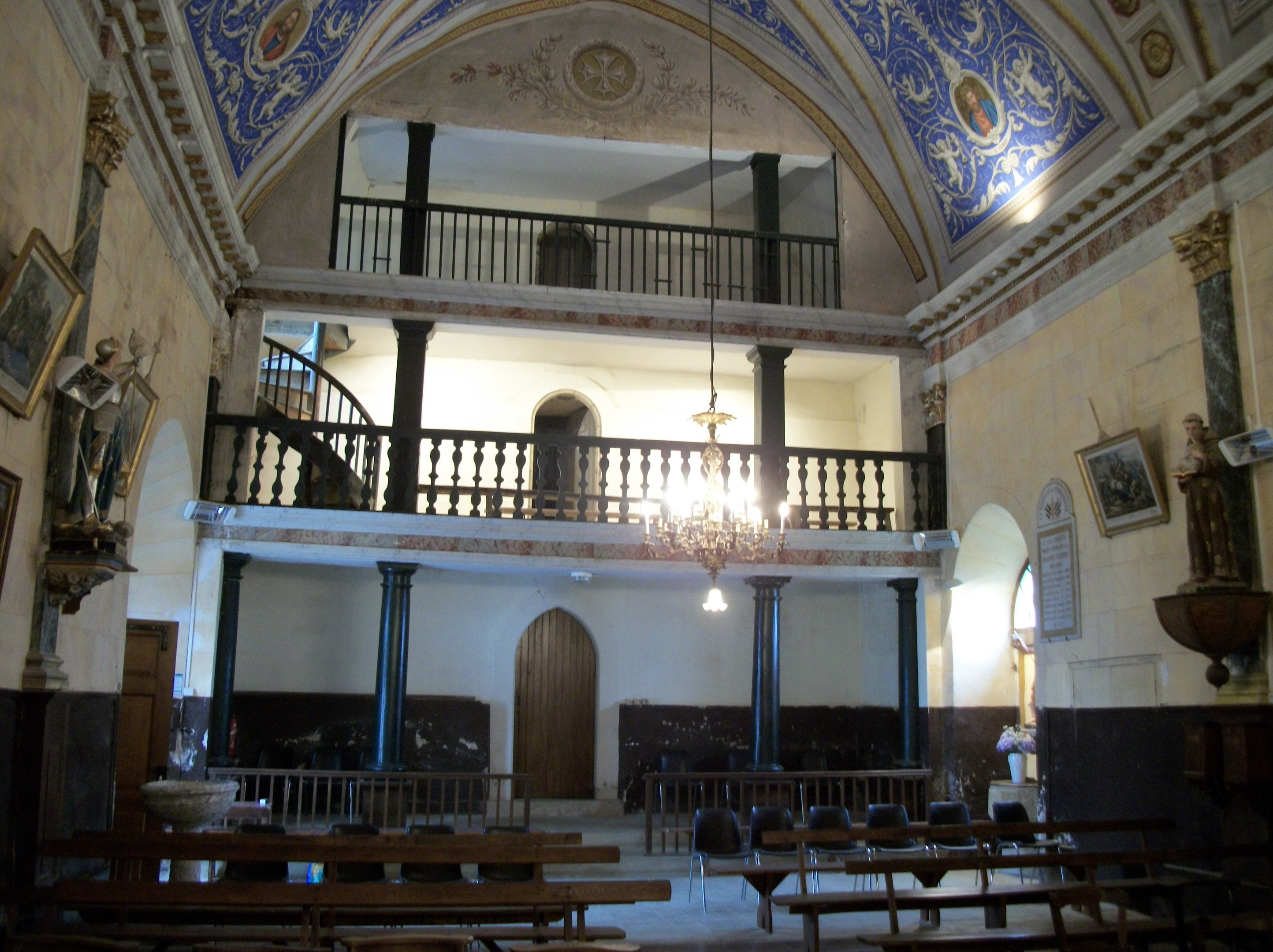
Partie arrière de la nef avec deux tribunes. Au-dessus de la tribune haute est représentée une croix occitane entourée de fleurs
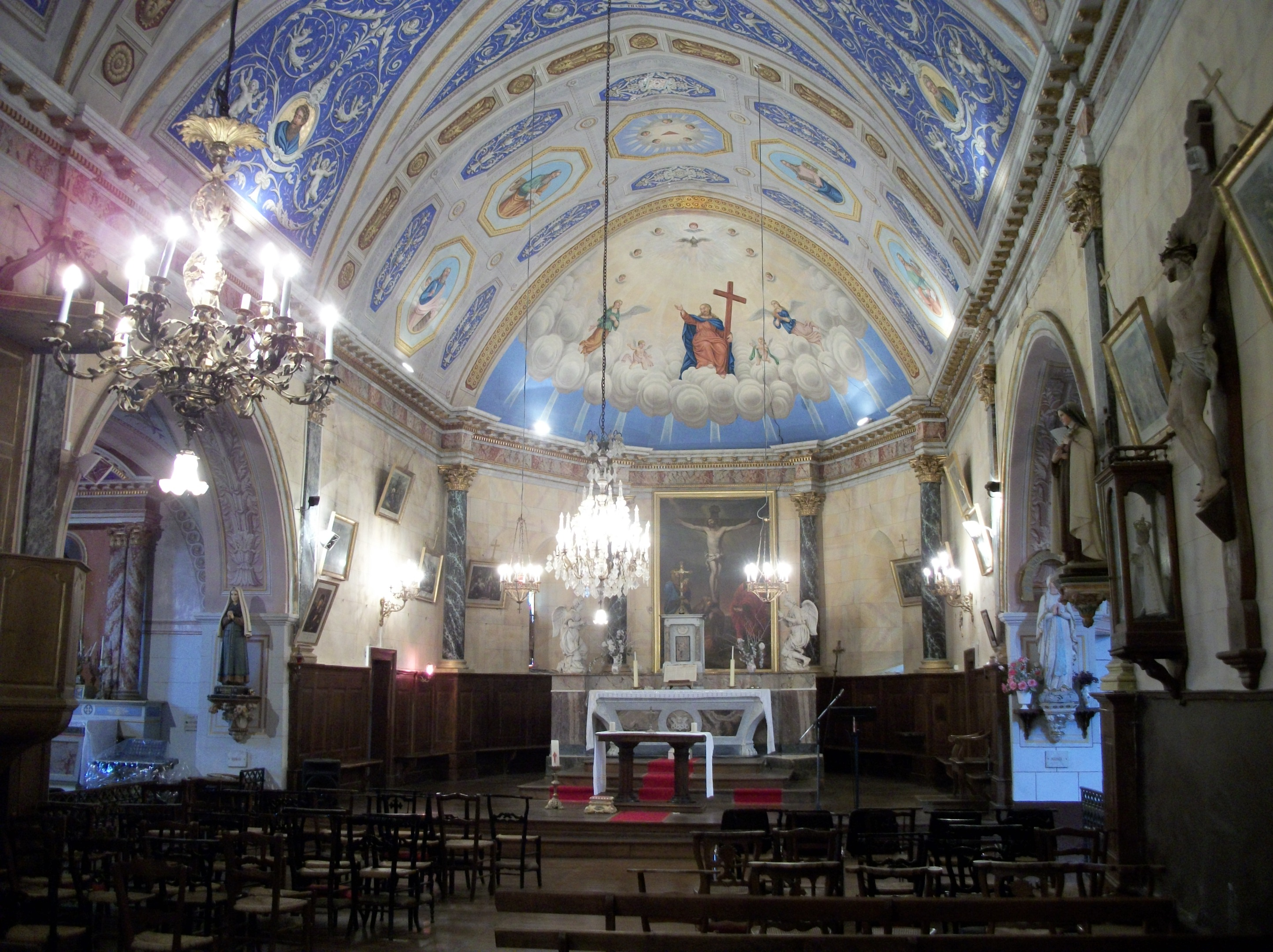
La nef et le chœur
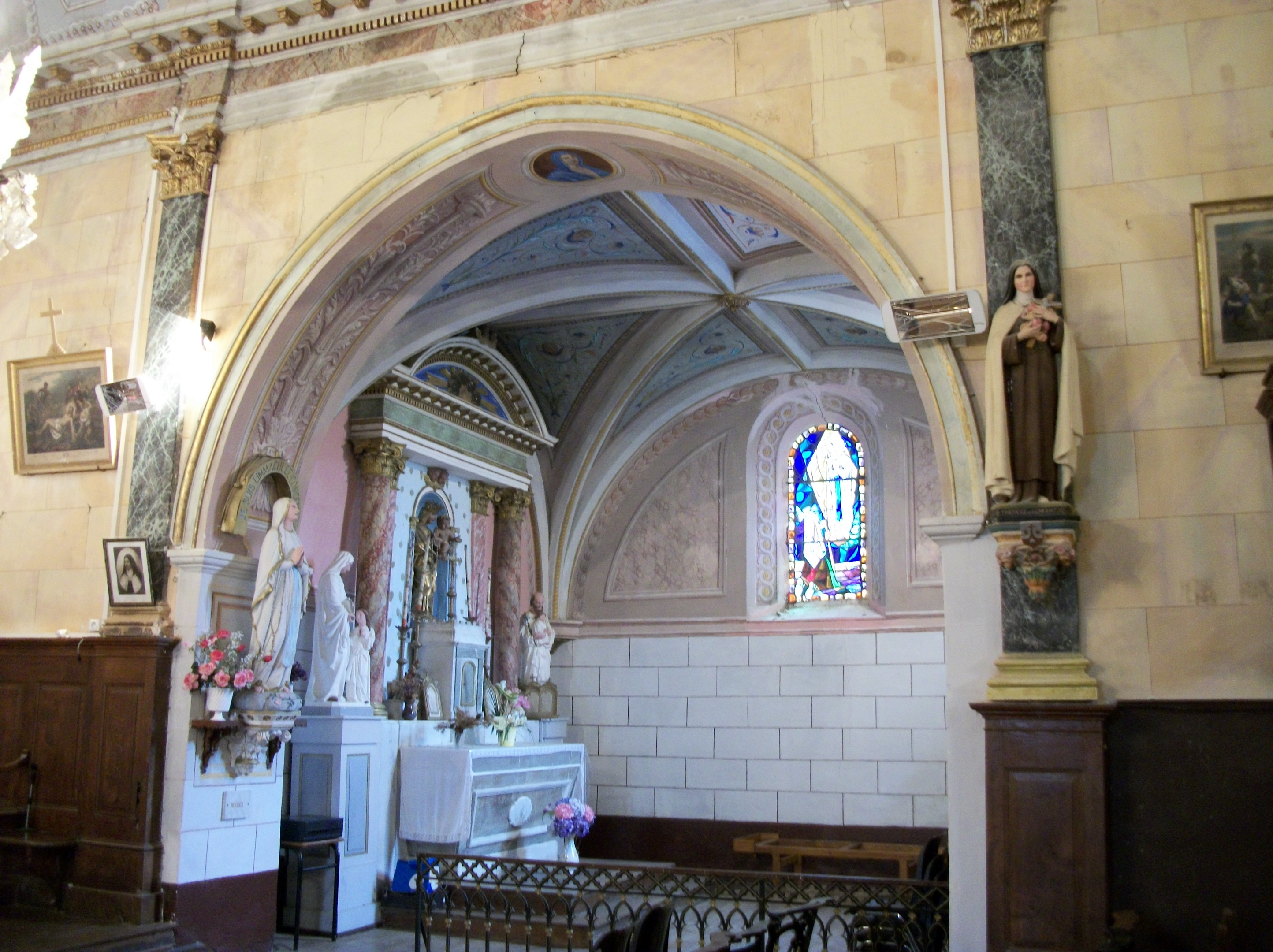
Chapelle de la Vierge Marie
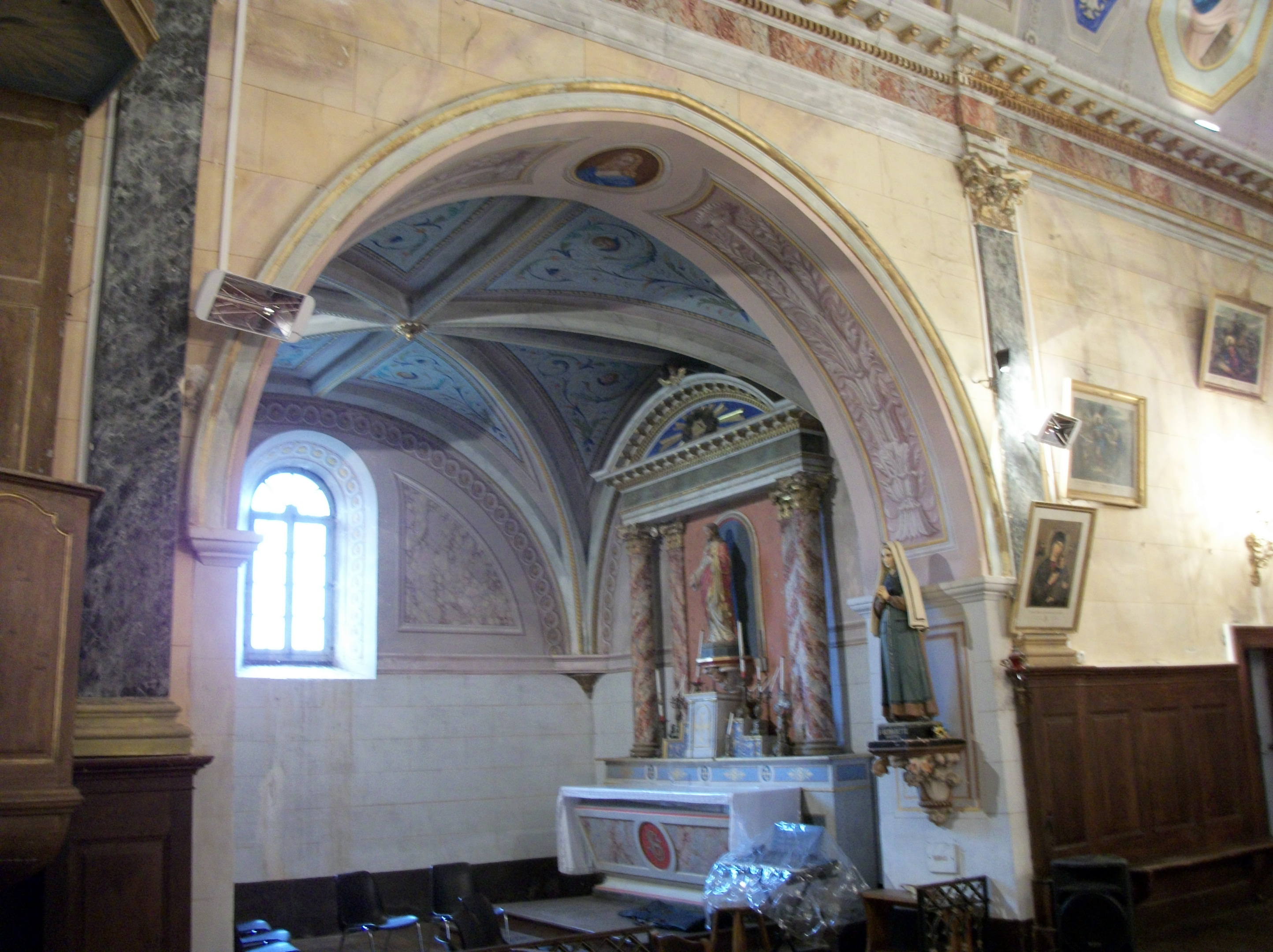
Chapelle du Sacré-Cœur de Jésus
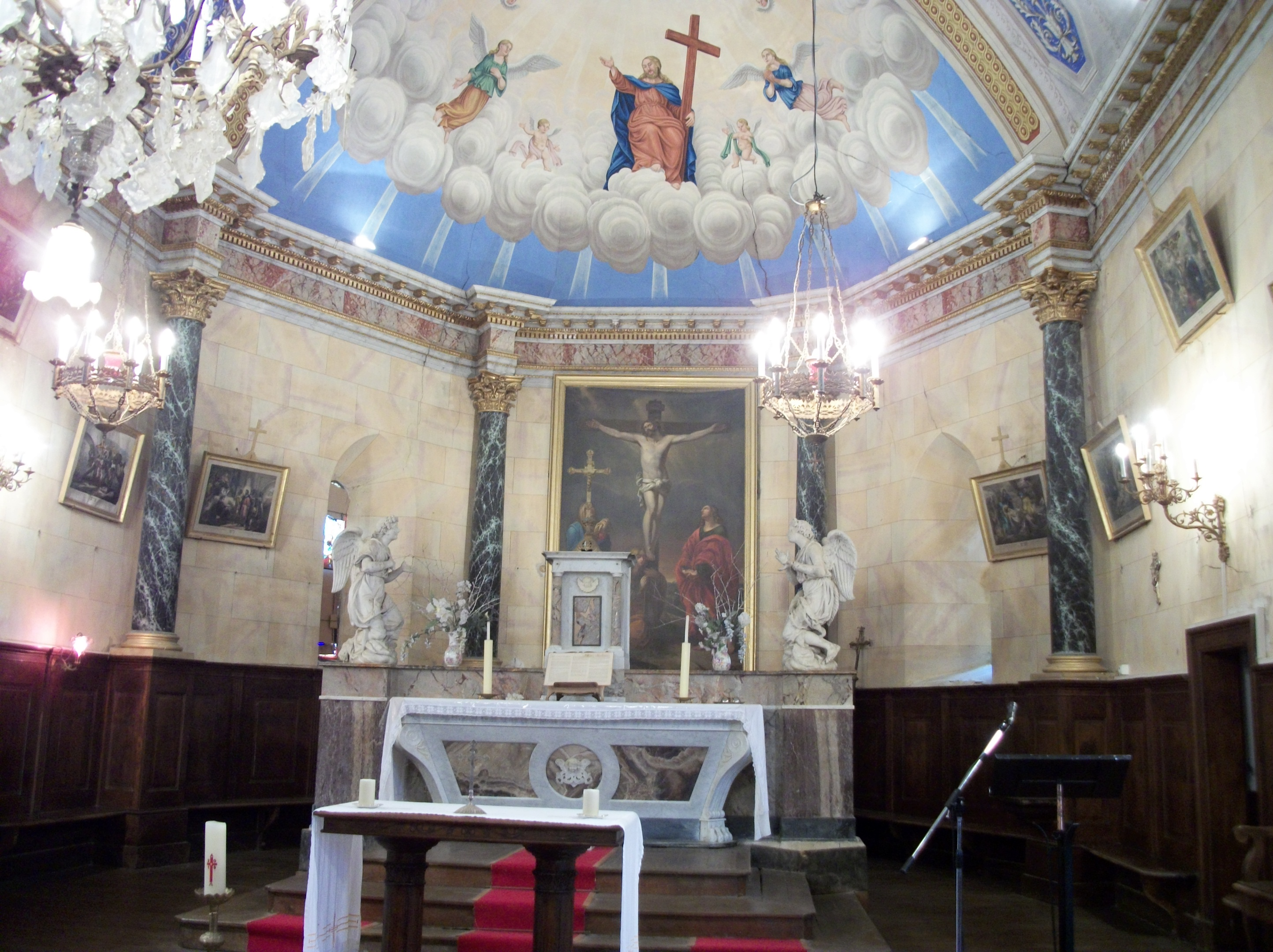
Le chœur